# Паризька медична академія
Паризька медична академія (фр. Académie de médecine) — наукова медична установа, створена 1820 року в Парижі королем Франції Людовиком XVIII за наполяганням барона Антуана Портала (фр. Antoine Portal).
Створення академії відродило діяльність відомих у свій час двох медичних наукових організацій Франції: Королівської академії хірургії («Académie royale de chirurgie»; засновано у 1731 році) й Королівського медичного товариства («Société royale de médecine»; засновано у 1776 році), скинутих за Великої французької революції.
Паризька медична академія розгорнула свою діяльність з 1835 року, коли було затверджено статут організації, за яким діє і сьогодні, видаючи щорічно свій «Bulletin» й свої праці під назвою «Mémoires».
Вже на початку XIX століття академія поділялася на одинадцять секцій і мала почесних членів, наявних членів (понад 300 під ім'ям associés libres nationaux et étrangers) й членів-кореспондентів.

## Назва
За час існування академія декілька разів змінювала свою назву:
- Académie Royale de Médecine (1820–1851);
- Académie Impériale de Médecine (1852–1947);
- Académie Nationale de Médecine (1947).